# ميلناسيبران
ميلناسيبران، الذي يباع تحت الاسم التجاري سافيلا من بين أسماء أخرى، هو دواء يستخدم لعلاج الألم العضلي الليفي و اضطراب الاكتئاب الشديد . و يؤخذ عن طريق الفم. 
تشمل الآثار الجانبية الشائعة له: الغثيان و الصداع و صعوبة النوم وزيادة التعرق و خفقان القلب.  قد تشمل الآثار الجانبية الأخرى: الانتحار لدى الأشخاص الذين تقل أعمارهم عن 25 عامًا، ومتلازمة السيروتونين، و زيادة ضغط الدم، و مشاكل الكبد، و النزيف، و الهوس .  أما السلامة أثناء الحمل فهي غير واضحة تماما.  وهو مثبط إعادة امتصاص السيروتونين والنورإبينفرين (SNRI). 
ووفق على استخدام ميلناسيبران طبيًا في الولايات المتحدة وذلك في عام 2009.  رفضت الموافقة عليه في أوروبا في عام 2009 بسبب فوائد مشكوك فيها.  في الولايات المتحدة تبلغ التكلفة حوالي 420 دولارًا أمريكيًا لمدة شهر اعتبارًا من عام 2021. 